# Кузовская волость (Калужская губерния)
Кузовская волость — волость в составе Медынского уезда Калужской губернии. Центр — ныне упразднённое село Кузово, которое находилось на территории современного Износковского района Калужской области.

## История
В XVII веке относилась к Можайскому уезду. В 1705 году имела статус дворцовой волости. В 1762 году деревни и сёла волости отходят к графу Александру Ивановичу Шувалову, затем — к его вдове, Екатерине Ивановне и дочери — Екатерине Александровне Головкиной.
В  июле 1859 года крепостные Кузовского имения графа Петра Павловича Шувалова отказались выйти на сенокос. Калужский губернатор  Арцимович В.А. направил в имение 230 солдат и сам вместе с жандармским генерал-майором Гринфельдом выехал в Медынь, над крестьянами была учинена расправа— 7 организаторов  были отправлены в тюрьму, 16 человек получили от 10 до 70 ударов розгами.
В 1918 году крестьяне волости участвовали в Медынском восстании.
13 февраля 1924 года волость упразднена, а её территория включена в состав новообразованной Шанско-Заводской волости.

## Состав (1913 год)
- Азарова, д.
- Васильевская д.
- Водицкое, д.
- Водопьяново, д.
- Гнильево, д.
- Дроздово, д.
- Есовицы, д.
- Ивищи, д.
- Клины, д.
- Кузово, с.
- Кузово, ус.
- Купоровка, д.
- Луткино
- Марьино, д.
- Некрасово, д.
- Новая, д.
- Павлищево, д.
- Пономариха, д.
- Прудищи, д.
- Прудки, с.
- Родионково, д.
- Семеновское, д.
- Сельня, д.
- Сельня, х.
- Становая, д.
- Терехово, д.
- Тросна, д.
- Тросна, х
- местечко Шанский Завод
- Шевнево, д.
- Шевнево, х.
- Шугайлово, д.
- Шумова, д.
- Юсова, д.
- Юрманова, д.